# Shunsuke Imamura
Shunsuke Imamura (en japonés: 今村駿介, Imamura Shunsuke, Ukiha, 14 de febrero de 1998) es un deportista japonés que compite en ciclismo en las modalidades de pista y ruta. Ganó una medalla de bronce en el Campeonato Mundial de Ciclismo en Pista de 2023, en la prueba de ómnium.

## Medallero internacional
| Campeonato Mundial | Campeonato Mundial    | Campeonato Mundial | Campeonato Mundial |
| Año                | Lugar                 | Medalla            | Competición        |
| ------------------ | --------------------- | ------------------ | ------------------ |
| 2023               | Glasgow (Reino Unido) | Medalla de bronce  | Ómnium             |

## Palmarés
2022
- 2 etapa del Tour de Hokkaido

2025
- 1 etapa del Tour de Kumano
- Campeonato de Japón Contrarreloj